# Inmigración libanesa en Senegal
La inmigración libanesa en Senegal es un movimiento de la diáspora libanesa en Senegal, y más generalmente en África Occidental, que se remonta a finales del siglo XIX.
Los libaneses constituyen una comunidad importante y tradicionalmente desempeñan un papel significativo en la vida económica de Senegal, pero siguen estando poco presentes en la escena política. Su número se estima ahora en 25 000, de una diáspora de 200 000 a 300 000 personas en el continente africano, y unos 4 millones en todo el mundo.

## Historia
Los libaneses ─generalmente comerciantes libaneses, pero también sirios─ comenzaron a llegar a África Occidental en la década de 1890, tanto a las colonias francesas como a las británicas. Su número aumentó entre las dos guerras, mientras que el propio Líbano estaba bajo mandato francés. Menos de 100 en 1900, eran más de 2000 en 1930 y casi 4000 en vísperas de la Segunda Guerra Mundial.
Presentes sobre todo en las ciudades mercantiles, hablan el árabe, pero también las lenguas locales, y mantienen estrechos vínculos con otros miembros de la diáspora libanesa en el África Occidental y el Oriente Medio. Las casas comerciales coloniales que se establecieron en el interior del país a principios del siglo XX confiaron en ellas más fácilmente que sus competidores wólof o fulani. Los libaneses encontraron su lugar en el comercio de cacahuetes en particular.
En el momento de la independencia, en 1960, había unos 15.000 de ellos. Pronto tuvieron que reorientar sus inversiones como resultado de la nacionalización del comercio de cacahuetes y se dirigieron a otros sectores, como el inmobiliario, el transporte, el comercio al por mayor y la industria ligera.
La guerra del Líbano (1975-1990) llevó a varios libaneses a refugiarse con sus compatriotas en África, en particular en Senegal. Esta ola de inmigración involucró principalmente a musulmanes chiitas del sur del país.
Al igual que otros expatriados, los libaneses prefirieron enviar subsidios a su país en lugar de invertir localmente, lo que provocó tensiones con el gobierno senegalés, que trató de frenar estas prácticas a mediados de los años ochenta.
Las fricciones entre los libaneses y los senegaleses se exacerbaron aún más durante el conflicto senegalés-mauritano  (1989-1991), ya que los libaneses eran percibidos a menudo por la población como solidarios con los mauritanos.

## Situación actual

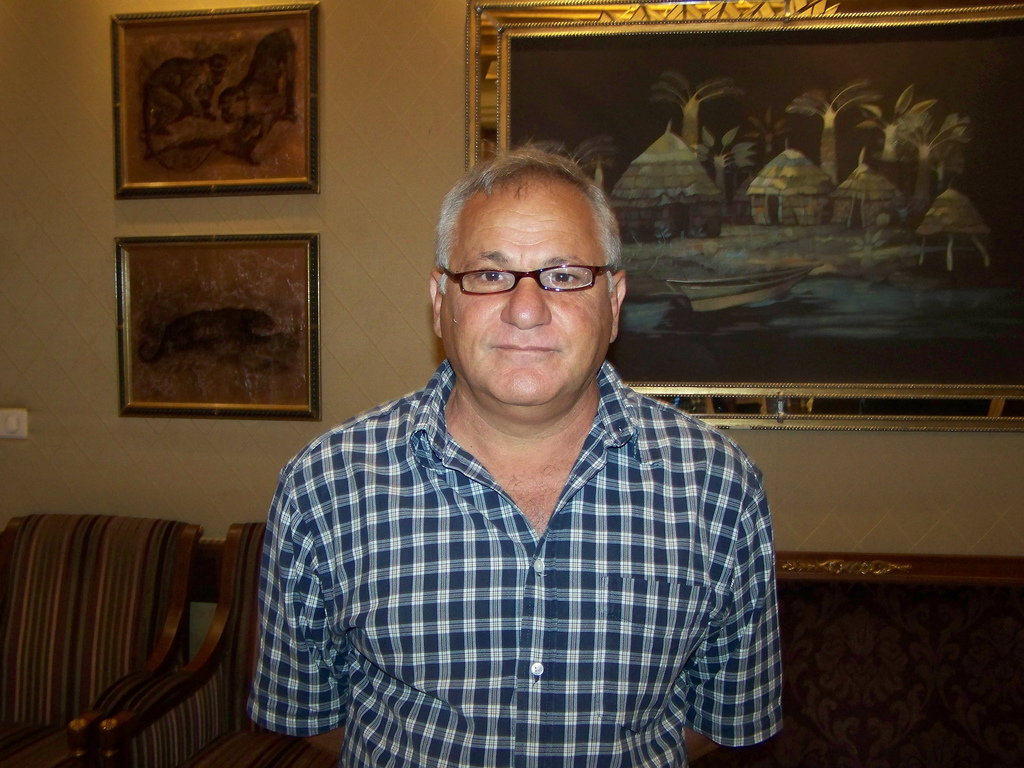
Haïdar El Ali en la Conferencia Nacional de Senegal en 2008.

Se estima que el número de libaneses en Senegal, que en 1970 era de casi 50 000, ha disminuido a 25 000 en la actualidad, pero estas cifras siguen siendo cuestionables. No obstante, es la mayor comunidad de África, después de Costa de Marfil, con unos 60 000 miembros. La mayoría nació en el Senegal, habla wólof y muchos nunca han estado en el Líbano6. A pesar del buen entendimiento general entre las comunidades, el mestizaje y el sentimiento de pertenencia nacional que se expresa en particular durante los partidos jugados por la Selección de fútbol de Senegal, los libaneses siguen considerándose «completamente separados de los senegaleses», según Fayçal Sharara, vicepresidente de la asociación patronal, que procede de una familia que ha disfrutado de un gran éxito económico.
Ciertamente, se pueden encontrar algunas historias de éxito ejemplares en la historia de la comunidad, como las de las familias Sharara, Omaïs, Gandour, Bourgi o Fakhry que hicieron su fortuna en la pesca, el procesamiento de alimentos, los cosméticos o los bienes raíces, pero en general el nivel de vida de los libaneses se ha deteriorado desde el decenio de 1990, especialmente cuando tuvieron que hacer frente a la competencia en los sectores que tradicionalmente dominaban de los wólof senegaleses de las cofradías musulmanas muridíes (Baol-Baol), que son muy activos en el pequeño comercio. Algunos de ellos se trasladaron luego a las vecinas Gambia, Guinea-Bisáu o Guinea. Ahora bien, quienes se enfrentan a prejuicios o a graves dificultades financieras rara vez regresan al Líbano, donde tienen pocos vínculos. Se instalan en las ciudades del interior o en los suburbios de Dakar, en Pikine o Guédiawaye, zonas urbanas más anónimas y menos costosas.
Por el momento, la comunidad libanesa sigue teniendo dificultades para encontrar su lugar en la escena política, en la alta administración o en el gobierno. Sin embargo, Haïdar El Ali, director del Oceanium de Dakar y segundo vicepresidente del Consejo Regional de Dakar, que procede de una familia de inmigrantes libaneses, es uno de los líderes de la oposición que no deja de hacer oír su voz en el debate público. Fue Ministro de Ecología en el gobierno de Abdoul Mbaye en 2012-2013, y luego Ministro de Pesca en el gobierno de Aminata Touré en 2013-2014.